# Unije (Mali Lošinj)
Unije su ribarsko selo, smješteno na istoimenom otoku u Hrvatskoj, zemljopisno smješteno na 44°38' sjeverne zemljopisne širine i 14°14' istočne zemljopisne dužine. Nalazi se podno brda Križ, u širokoj uvali na sredini otoka, na zapadnoj strani otoka.
U njemu se nalaze crkva sv. Andrije, pošta, škola, trgovina, pekarnica, restorani i konobe, slastičarnica, galerija, ured lokalnog trajektnog prijevoznika, a u naselju je ostala i stara uljara.
Unije su povezane s ostatkom Hrvatske brodskom i zrakoplovnom vezom.

## Stanovništvo
| broj stanovnika | 517   | 520   | 630   | 678   | 696   | 758   | 783   | 717   | 457   | 402   | 273   | 113   | 85    | 81    | 90    | 88    | 66    |
|                 | 1857. | 1869. | 1880. | 1890. | 1900. | 1910. | 1921. | 1931. | 1948. | 1953. | 1961. | 1971. | 1981. | 1991. | 2001. | 2011. | 2021. |